# Aeropuerto de Fitiuta
El Aeropuerto de Fitiuta  (en inglés: Fitiuta Airport) (IATA: FTI, ICAO: NSFQ, FAA LID: FAQ) es un aeropuerto público ubicado en Fiti'uta, una localidad en la isla de Ta'u en la Samoa Americana, un territorio no incorporado de los Estados Unidos en Oceanía. Fitiuta reemplazó al Aeropuerto de Tau (anteriormente situado en el pueblo de Tau ), que fue desactivado oficialmente después de la construcción y la activación del nuevo aeropuerto. El lugar es propiedad de Gobierno de Samoa Americana.
Aunque la mayoría de los aeropuertos de Estados Unidos utilizan el mismo identificador de posición de tres letras para la FAA y IATA , Fitiuta tiene asignado FAQ por la FAA y FTI por la IATA (el cual que asigna FAQ para el Aeropuerto Frieda River en Papúa Nueva Guinea). El Identificador OACI del aeropuerto es NSFQ.

## Aerolíneas y destinos
| Aerolíneas    | Destinos  |
| ------------- | --------- |
| Samoa Airways | Pago Pago |